# Frances V. Rummell
Frances V. Rummell (Brookfield, Missouri,14 de noviembre de 1907 -Los Ángeles, California 11 de mayo de 1969) fue una profesora y columnista conocida póstumamente como la autora y editora de la primera autobiografía explícitamente lésbica en los Estados Unidos en la que dos mujeres terminan felizmente juntas.

## Trayectoria

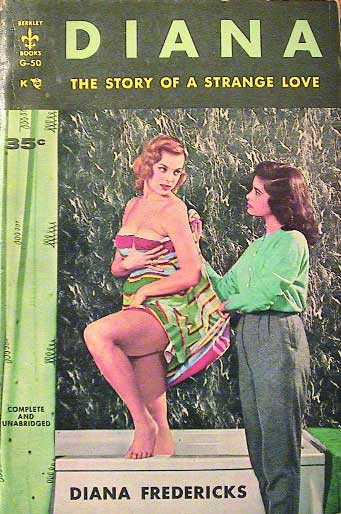
Autobiografía escrita en 1939 por Rummell (bajo el seudónimo de Diana Fredericks)

Frances Virginia Rummell nació en Brookfield, Missouri, el 14 de noviembre de 1907. Era hija de Minnie Alice Roberts y de Lander Warfield Rummell. Era la segunda más joven de cinco hijos, aunque su hermana Maurine murió antes de que naciera Frances. Creció en Missouri y vivió con su abuela paterna, Josephine McCoy, sus padres, dos hermanos y el ama de llaves de su abuela. Su padre, Lander, era dueño de una tienda de ropa hasta que se suicidó ingiriendo veneno en 1918, cuando Frances tenía solo diez años.
En 1917, Rummell se mudó a Columbia, Missouri, con su abuela, su madre, su hermano mayor y su hermana menor. Asistió a la escuela de secundaria Hickman, en Columbia. Según su libro Diana: Una extraña biografía, fue a los 16 años cuando se dio cuenta por primera vez que era lesbiana al leer un libro de medicina.
Rummell se graduó en la Universidad de Missouri. Su tesis de magisterio fue "El estatus de la mujer en las obras de Molière"
Después de la universidad, Rummell viajó a París para estudiar en la Sorbona en 1931. Supuestamente, a su regreso, introdujo de contrabando una copia de Ulises en los EE. UU.
Rummell impartió clases de francés en el Stephens College en la década de 1930.
En 1939, Rummell publicó su libro Diana: A Strange Autobiography utilizando el seudónimo de Diana Fredericks. La autobiografía detalla el descubrimiento de la sexualidad lésbica por parte de la joven, Diana. El libro termina felizmente, con Diana y su pareja femenina juntas. Esta representación simpática y positiva del lesbianismo fue impactante para la época en que se publicó por primera vez. La autobiografía se publicó con una nota que decía: «Los editores desean que se entienda expresamente que esta es una historia real, la primera de su tipo jamás ofrecida al público lector general». Sin embargo, la sobrina de Rummell, Jo Markwyn, dijo en una entrevista que cree que Diana: A Strange Autobiography no es puramente autobiográfica: "Los antecedentes familiares generales son similares, pero en lugar de tener tres hermanos, tenía dos hermanos y una hermana menor... No creo que sea una autobiografía. Creo que es una novela basada en su vida". Durante su vida, Rummell nunca fue conocida por ser la autora de Diana.
El libro ha sido traducido a varios idiomas. En 2023 se publicó una nueva edición alemana comentada.
Rummell abandonó la docencia en 1940 y se mudó a Beverly Hills, California, para trabajar como escritora de libros educativos de no ficción, usando su propio nombre. Fue colaboradora de The Rotarian, Good Housekeeping y The Saturday Evening Post .
Mientras trabajaba como educadora, Rummell a veces viajaba a la ciudad de Nueva York. En el verano de 1939 conoció a Eleanor Roosevelt. Roosevelt escribió sobre su encuentro en su columna "Mi día".
En 1960, Rummell publicó la novela ilustrada, Tía Jane McPhipps y sus Baby Blue Chips, firmada con su propio nombre.
El programa de PBS History Detecties tuvo un episodio sobre Diana: A Strange Autobiography, en el que el presentador, Tukufu Zuberi, intentó descubrir al autor de Diana. Este episodio parece ser la primera vez que se hizo público que Diana Fredericks era un seudónimo de Frances V. Rummell. También en el episodio, Zuberi encontró a la sobrina de Rummell, Jo Markwyn. Markwyn tiene buenos recuerdos de su tía, diciendo: «Era una mujer muy inteligente. Creo que disfrutaba de la vida. Tenía una gran personalidad. Entraba en la habitación y sabías que estaba allí. Le tenía mucho cariño».
Cuando le preguntaron a Markwyn si Rummell era lesbiana, respondió: «Sí. Lo sé. Y lo era. Mis padres nunca me lo dijeron. Pero, al crecer, la observación me lo indicó, y sé de un par de relaciones que mantuvo a largo plazo».
Rummell falleció en California el 11 de mayo de 1969.